# Ню (літера)
Ню (велика Ν, мала ν; грец. Νι МФА: [ni:]) — тринадцята літера грецької абетки, у системі грецьких чисел має значення 50. Походить від літери бет фінікійської абетки . Латинський еквівалент — N, хоча нижній регістр нагадує v ({\displaystyle \nu }).

## Використання
Велика ню не використовується, оскільки вона ідентична латинській N. Маленьку букву ν застосовують для позначення таких речей, як:
- Ступені свободи в статистиці;
- Лінійна частота хвиль у фізиці й інших науках;
- Питомий об'єм у термодинаміці;
- Кінематична в'язкість у гідромеханіці;
- Коефіцієнт Пуассона[1];
- Усі три види нейтрино[2];
- Один із найпоширеніших греків у фінансовій математиці під назвою «веґа» ;
- Одна з найпопулярніших назв процесів у π-численні;